# Una coppia in affari
Una coppia in affari (Flip or Flop) è stata docu-reality statunitense, in onda dal 2013 al 2022 su HGTV e trasmesso in Italia dalla versione italiana della rete.

## Format
Lo show segue le vicende di due agenti immobiliari, gli ex coniugi Tarek e Christina El Moussa, che acquistano e rivendono immobili per profitto. Tarek e Christina sono una giovane coppia con una figlia ed un’occupazione un po’ particolare e a volte rischiosa. Comprano case all’asta e proprietà in rovina, spesso dopo averle viste solo dall’esterno, investendo i propri risparmi. Poi le ristrutturano da cima a fondo e a questo punto dovranno provare a rivenderle traendone un profitto, tra mille difficoltà ed imprevisti, non solo professionali ma anche familiari.

## Produzione
Tarek ha ottenuto la sua licenza da agente immobiliare quando aveva appena 21 anni e presto si è fatto un nome nel campo. Durante il periodo del boom immobiliare, vendeva ville da milioni di dollari come caramelle ma quando sopraggiunse la crisi il suo impero si disfece sotto i suoi occhi e Tarek dovette trovare un altro metodo per continuare il suo sogno nel mercato delle case. Oggi Tarek è un padre di famiglia e vive con sua ex moglie Christina e la loro bambina Taylor a Yorba Linda in California. Con una famiglia da mantenere, si è scavato una nuova nicchia nel mercato immobiliare ovvero risollevare case distrutte.
Tarek acquista case pignorate, vendite allo scoperto e aste fallimentari perché, come dice sempre, “Chi non risica non rosica!”. Proprio come suo marito, Christina è una regina del mercato immobiliare. Lavora con lui alla ricerca di case da rinnovare, tenendo tutto in famiglia per risparmiare. Lei gestisce il design dello spazio e si occupa della tabella di marcia, inseguendo il sogno Americano e crescendo la piccola Taylor.
Nel 2011 Tarek chiese ad un amico di aiutarlo a realizzare uno spin off di audizione per HGTV. Il nastro è stato poi inviato ad HGTV che ha dimostrato interesse per la coppia. Nel 2012 viene firmato un contratto per la produzione dello show televisivo.

## Episodi
| Stagione | Stagione         | Episodi | Prima TV originale | Prima TV Italia |
| -------- | ---------------- | ------- | ------------------ | --------------- |
|          | Prima stagione   | 13      | 2013               | 2014            |
|          | Seconda stagione | 14      | 2014               | 2015            |
|          | Terza stagione   | 15      | 2014-2015          | 2016            |
|          | Quarta stagione  | 15      | 2015-2016          | 2016            |
|          | Quinta stagione  | 15      | 2016               | 2017            |
|          | Sesta stagione   | 15      | 2016-2017          | 2017            |
|          | Settima stagione | 20      | 2017-2018          | 2020            |
|          | Ottava stagione  | 18      | 2019               | 2020            |
|          | Nona stagione    | 15      | 2020-2021          | 2021            |
|          | Decima stagione  | 15      | 2021-2022          | Inedita         |

## Doppiatori
Il doppiaggio italiano della serie è affidato a:
- Tarek El Moussa: Federico Di Pofi (st: 1-9)
- Christina Haack: Barbara Villa (st: 1-6), Angela Brusa (st: 7-8), Benedetta Ponticelli (st: 9)